# Thaumatoscopus galeatus
Thaumatoscopus galeatus är en insektsart som beskrevs av George Willis Kirkaldy 1906. Thaumatoscopus galeatus ingår i släktet Thaumatoscopus och familjen dvärgstritar. Inga underarter finns listade i Catalogue of Life.